# اس‌اس روسبوم
اس‌اس روسبوم (به انگلیسی: SS Rooseboom) یک زیردریایی بود که طول آن ۷۰٫۱ متر (۲۳۰ فوت) بود. این زیردریایی در سال ۱۹۲۶ ساخته شد.